# Spor 1
Spor 1 eller sjældnere skala 1 er modeltog i størrelsesforholdet 1:32 og som standard med sporvidden 45 mm. Oprindelig betegnedes skalaen med romertal I, en betegnelse der stadig bruges, om end brug af arabertal nu også er udbredt. På tysk kaldes størrelsen også gerne for Königsspur, kongespor, da den giver bedre mulighed for detaljering end ved mindre skaler.
Der laves materiel og tilbehør til spor 1 lige fra forholdsvis billige ting til leg og op til ting af høj kvalitet, der ikke lader deres forbilleder noget efter, men hvor prisen så også er derefter. Normalt drives togene med elektricitet gennem sporene, men der findes også visse damplokomotiver, der kan drives af ægte damp. Nogle vælger dog en mellemvej, hvor damplokomotiverne drives elektrisk, men hvor der er indbygget røggeneratorer, der sammen med eventuelle lydeffekter giver indtryk af et fremprustende damptog.
Kendte producenter til spor 1 tæller Hegob (vogne og spor), Kiss (lokomotiver og vogne), KM1 (lokomotiver), Märklin (lokomotiver, vogne og spor), PECO (spor), Piko (bygninger) og Preiser (figurer).

## Sporvidder
Organisationen MOROP har fastsat nedenstående sporvidder for spor 1 i sine NEM-normer. Sporvidden 32 mm er i øvrigt den samme, der bruges til normalspor i skala 0 (1:45), mens 16,5 mm bruges tilsvarende i skala H0 (1:87) og 12 mm i skala TT (1:120).
| Skala   | Betegnelse   | Sporvidde i model | Sporvidde i virkeligheden | Omfatter sporvidderne    |
| ------- | ------------ | ----------------- | ------------------------- | ------------------------ |
| I       | Normalspor   | 45 mm             | 1435 mm                   | fra 1250 mm til 1700 mm  |
| Im      | Meterspor    | 32 mm             | 1000 mm                   | fra 850 mm til < 1250 mm |
| Ie      | Smalspor     | 22,5 mm           | 0750 mm, 760 mm og 800 mm | fra 650 mm til < 850 mm  |
| Ii (If) | Smalspor     | 16,5 mm           | 0500 mm og 600 mm         | fra 400 mm til < 650 mm  |
| Ip      | Parkjernbane | 12 mm             | 0381 mm                   | fra 300 mm til < 400 mm  |